# Спондильоз

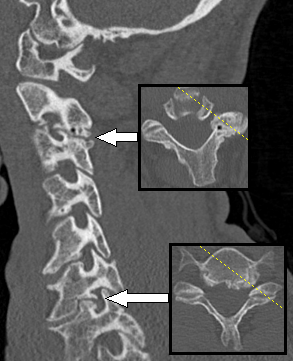
КТ спондильозу, що викликає радикулопатію

Спондильоз (spondylosis; грец. «spondylos»- хребець; син. деформуючий спондильоз) — інволюційний процес поступового зношування і старіння анатомічних структур хребта, що супроводжується дистрофією зовнішніх волокон передніх або бокових відділів фіброзного кільця, випинанням його під тиском м'якотного ядра, що зберегло свій тургор, відкладенням і осифікацією передньої поздовжньої зв'язки і утворенням крайових кісткових розростань (остеофітів) уздовж осі хребта тільки по колу передніх і бічних відділів.
При ньому тривалий час зберігається висота диска і не порушується анатомо-топографічне взаємовідношення елементів хребтового каналу. Тому спондильоз в «чистому» вигляді, не ускладнений спондилоартрозом, не має клінічного прояву. При більш тяжких стадіях можливі болі, що супроводжуються обмеженням рухливості хребта, стомлюваність, знерухомлення відповідного відділу хребта.
Спондильоз являє собою особливу патологію, при якій кісткова тканина суглобів розростається, при чому утворюються так звані остеофіти, тобто, небажані утворення кісткової тканини (по мірі наростання кістковий виріст поширюється до сусіднього хребця, тоді як від сусіднього хребця утворюється такий же виріст, в деяких випадках окостеніння починається на рівні міжхребцевого диска). В особливо важких випадках настає зрощення хребців, від чого страждають судини, нерви і м'язова тканина, а також прилеглі органи.
Розростання остеофітів являє собою захисно-компенсаторну реакцію організму, спрямовану на те, щоб з допомогою даних новоутворень «заповнити» утворені в процесі травмування тріщини в суглобах.
Майже однаково часто зустрічається у чоловіків (80 %) і жінок (60 %) старше 50 років, а перші його ознаки можуть бути виявлені у віці 20-30 років.

## Причини
Спондильоз може бути наслідком: переохолодження, порушується іннервація хребців, зв'язок і судин; вікових змін; важких фізичних навантажень; порушень метаболізму; остеохондрозу шийних хребців, при якому тиск на суглоби значно посилюється, а хребці стираються; травм або деформацій хребта, а так само плоскостопості, ендокринних захворювань.